# Essonne
Essonne ( fransk udtale ?) er et fransk departement i regionen Île-de-France. Hovedbyen er Évry, og departementet har 1.134.238 indbyggere (1999).
Der er 3 arrondissementer, 21 kantoner og 196 kommuner i Essonne.

## Geografi

### Administrativ opdeling
Departementet er opdelt i 3 arrondissementer:
- Étampes
- Évry
- Palaiseau